# Rōmon

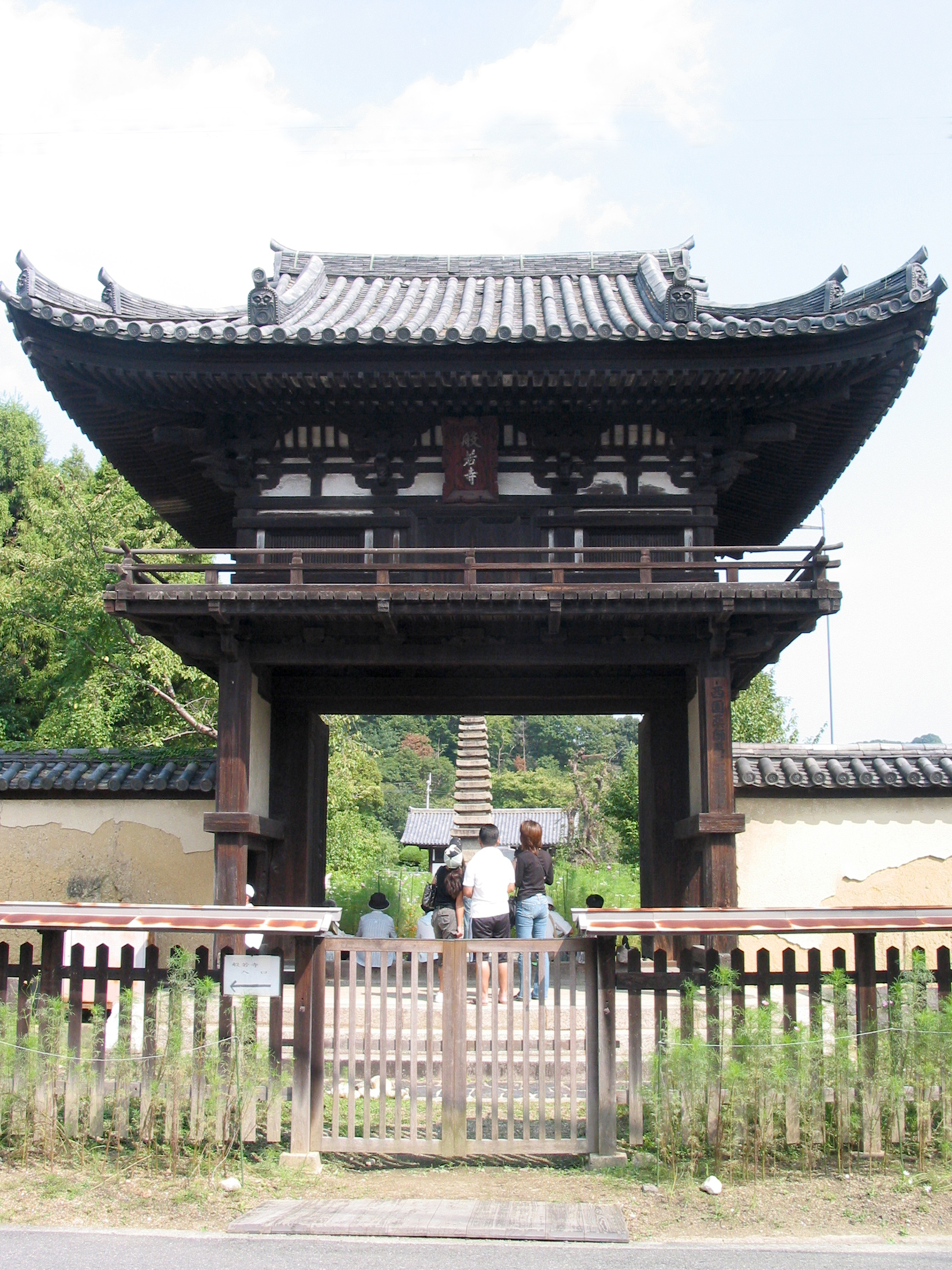
Rōmon del Hannya-ji, un tesoro nazionale. Notate l'assenza di scale per il secondo piano.

Il rōmon (楼門? lett. torre cancello) è uno dei due tipi di portone a due piani utilizzato in Giappone (l'altro è il nijūmon, vedi foto nella galleria sotto). Sebbene sia stato originariamente sviluppato dall'architettura buddista, è ora usato sia nei templi buddisti sia nei santuari shintoisti. Il suo piano superiore altrimenti normale è inaccessibile e quindi non offre spazio utilizzabile. Sotto questo aspetto è simile al tahōtō (una pagoda a due piani) e alla pagoda a più piani, nessuno dei quali offre, nonostante le apparenze, spazio utilizzabile oltre il primo piano. In passato, il nome veniva talvolta applicato anche ai cancelli a doppio tetto.
Questo portone a tetto singolo estremamente comune è stato sviluppato dal nijūmon a doppio tetto, sostituendo il tetto di copertura sopra il primo piano con un balcone molto poco profondo con una balaustra che costeggia l'intero piano superiore. Pertanto, mentre il nijūmon ha una serie di supporti (tokyō) che sostengono le grondaie del tetto sia al primo che al secondo piano, nel rōmon al primo piano questi sostegni supportano solo il balcone e hanno una struttura diversa. I tokyō sono di solito a tre gradini (mitesaki), ma al primo piano non hanno travi di coda.
La struttura dei Rōmon può variare notevolmente nei dettagli. L'area superiore dietro la balaustra, ad esempio, può avere finestre a inglesina o una singola finestra nell'alloggiamento centrale. Le insenature laterali possono essere coperte con intonaco bianco. I Rōmon di solito, ma non sempre, hanno un tetto a due falde (irimoya). Le dimensioni vanno da 5 ken del Tōdai-ji ai più comuni 3 ken, scendendo fino a un ken.

## Galleria d'immagini

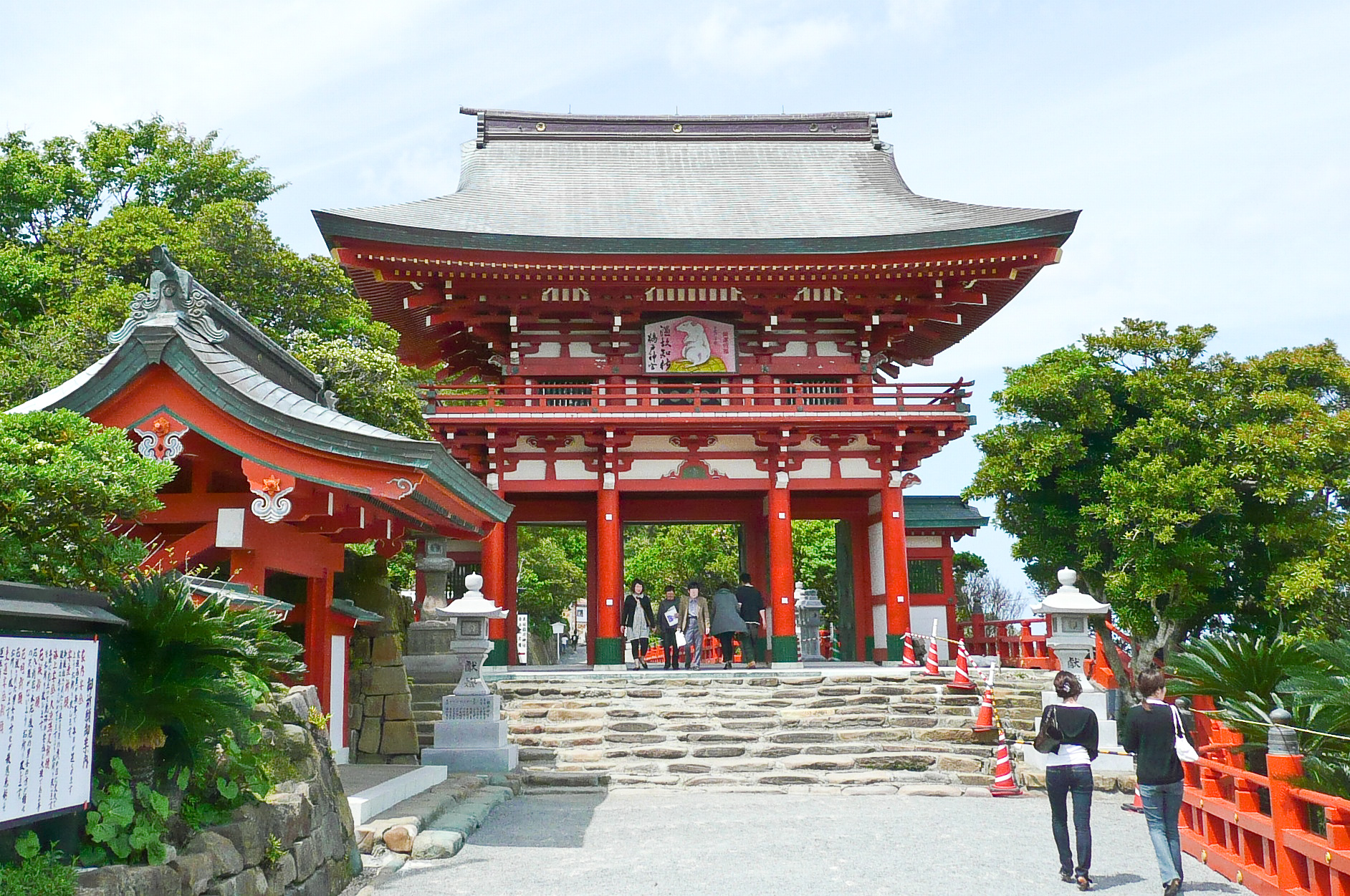
Un rōmon. Notate il tetto singolo
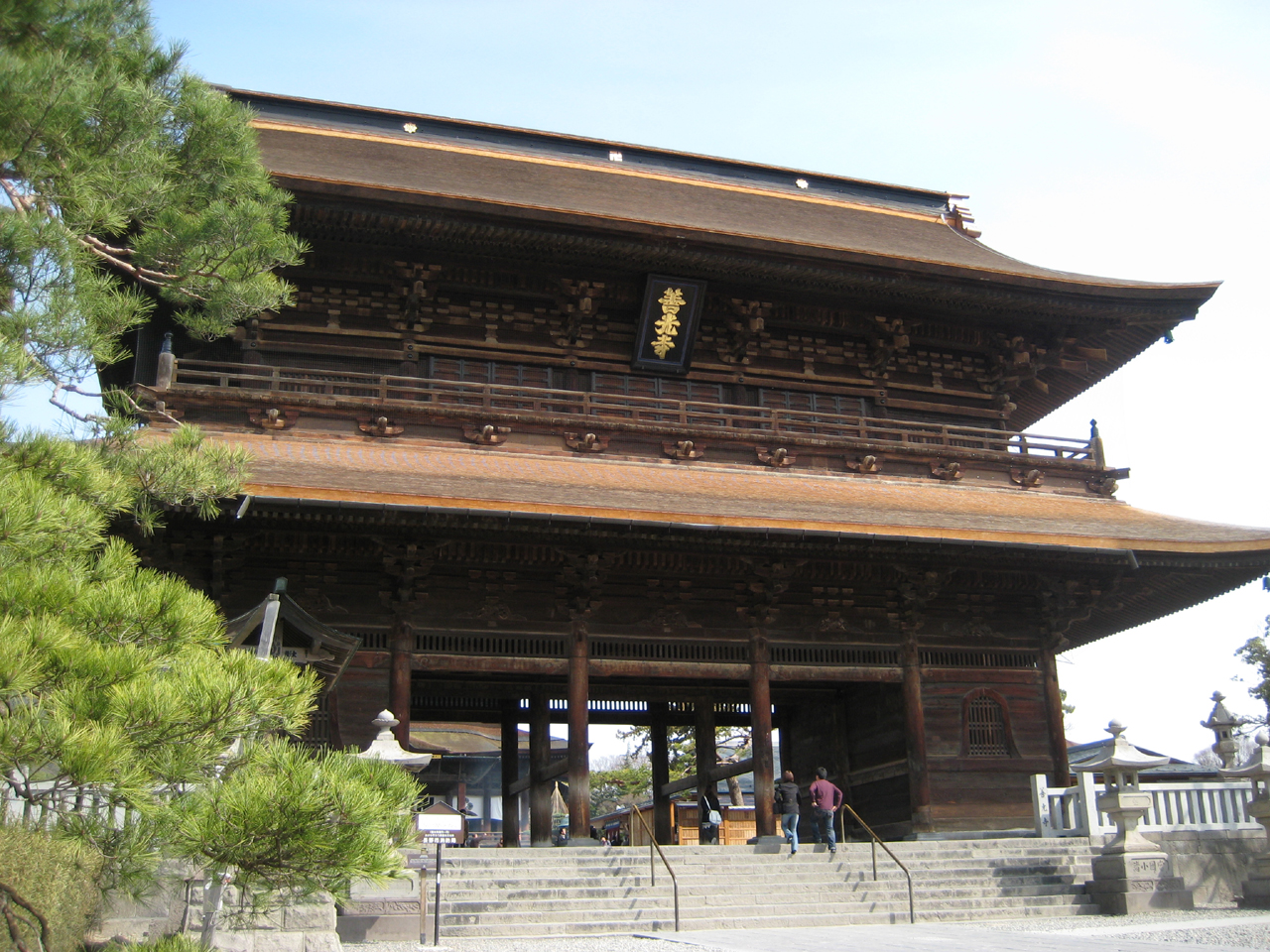
Un nijūmon. Notate il doppio tetto